# Landscape Marble
Landscape Marble es un doble álbum pirata (bootleg) del grupo de rock progresivo Jethro Tull, lanzado en 2003 y grabado en un concierto que tuvo lugar el 28 de marzo de 1994, en el Orpheum Theatre de Minneapolis.
Tanto "In the Grip of Stronger Stuff" (tema de Ian Anderson en solitario, no de los Jethro Tull), "Farm on the Freeway" y "Later, that Same Evening" no aparecen listadas en la cubierta.
"The Whistler" aparece listada como "Instrumental". El popurrí (medley) instrumental aparece titulado como "Dharma for One", mientras que el auténtico tema "Dharma for One" aparece listado como "Instrumental".
El tema final "Danube Waltz" no está interpretado por los Jethro Tull, sino que es la música de fondo que se puso en el concierto mientras salía el público.

## Lista de temas

### Disco 1
| #   | Título                                                                                          | Autor                                  | Grabación                                       | Tiempo (67:02) | Álbum de procedencia                                                             |
| --- | ----------------------------------------------------------------------------------------------- | -------------------------------------- | ----------------------------------------------- | -------------- | -------------------------------------------------------------------------------- |
| 1.  | "My Sunday Feeling"                                                                             | (Ian Anderson)                         | 28/3/1994, en el Orpheum Theatre de Minneapolis | 4:19           | This Was                                                                         |
| 2.  | "For a Thousand Mothers"                                                                        | (Ian Anderson)                         | 28/3/1994, en el Orpheum Theatre de Minneapolis | 4:32           | Stand Up                                                                         |
| 3.  | "Living in the Past"                                                                            | (Ian Anderson)                         | 28/3/1994, en el Orpheum Theatre de Minneapolis | 3:50           | Living in the Past                                                               |
| 4.  | "Bourée"                                                                                        | (Johann Sebastian Bach / Ian Anderson) | 28/3/1994, en el Orpheum Theatre de Minneapolis | 4:42           | Stand Up                                                                         |
| 5.  | "So Much Trouble"                                                                               | (Ian Anderson)                         | 28/3/1994, en el Orpheum Theatre de Minneapolis | 3:45           | The Beacons Bottom Tapes / The 25th Anniversary Boxed Set (Disco Tres)           |
| 6.  | "With You There to Help Me" / "In the Grip of Stronger Stuff" (medley)                          | (Ian Anderson)                         | 28/3/1994, en el Orpheum Theatre de Minneapolis | 7:47           | Benefit / Divinities: Twelve Dances with God                                     |
| 7.  | "The Whistler" (instrumental)                                                                   | (Ian Anderson)                         | 28/3/1994, en el Orpheum Theatre de Minneapolis | 2:45           | Songs from the Wood                                                              |
| 8.  | "Farm on the Freeway"                                                                           | (Ian Anderson)                         | 28/3/1994, en el Orpheum Theatre de Minneapolis | 6:34           | Crest of a Knave                                                                 |
| 9.  | "Thick as a Brick" (parte 1)                                                                    | (Ian Anderson / Gerald Bostock)        | 28/3/1994, en el Orpheum Theatre de Minneapolis | 5:29           | Thick as a Brick                                                                 |
| 10. | "Thick as a Brick" (parte 2)                                                                    | (Ian Anderson / Gerald Bostock)        | 28/3/1994, en el Orpheum Theatre de Minneapolis | 3:45           | Thick as a Brick                                                                 |
| 11. | "Beggar's Farm"                                                                                 | (Ian Anderson)                         | 28/3/1994, en el Orpheum Theatre de Minneapolis | 5:26           | This Was                                                                         |
| 12. | "Later, that Same Evening" (instrumental)                                                       | (Ian Anderson)                         | 28/3/1994, en el Orpheum Theatre de Minneapolis | 5:26           | Under Wraps                                                                      |
| 13. | "Sossity, You're a Woman" / "Reasons for Waiting" (medley)                                      | (Ian Anderson)                         | 28/3/1994, en el Orpheum Theatre de Minneapolis | 5:22           | Benefit / Stand Up                                                               |
| 14. | "Songs from the Wood"                                                                           | (Ian Anderson)                         | 28/3/1994, en el Orpheum Theatre de Minneapolis | 3:59           | Songs from the Wood                                                              |
| 15. | "Too Old to Rock 'n' Roll: Too Young to Die!" / "Heavy Horses" / "Songs From The Wood" (medley) | (Ian Anderson)                         | 28/3/1994, en el Orpheum Theatre de Minneapolis | 4:39           | Too Old to Rock 'n' Roll: Too Young to Die! / Heavy Horses / Songs from the Wood |

### Disco 2
| #  | Título                                                                                   | Autor          | Grabación                                       | Tiempo (43:06) | Álbum de procedencia |
| -- | ---------------------------------------------------------------------------------------- | -------------- | ----------------------------------------------- | -------------- | --- |
| 1. | "Budapest"                                                                               | (Ian Anderson) | 28/3/1994, en el Orpheum Theatre de Minneapolis | 12:48          | Crest of a Knave |
| 2. | "A Passion Jig" / "Seal Driver" / "A New Day Yesterday" / "Kelpie" (medley instrumental) | (Ian Anderson) | 28/3/1994, en el Orpheum Theatre de Minneapolis | 12:23          | The 25th Anniversary Boxed Set (Disco Cuatro: "Pot Pourri") / The Broadsword and the Beast / Stand Up / Stormwatch - 20 Years of Jethro Tull (CD 2) |
| 3. | "Aqualung"                                                                               | (Ian Anderson) | 28/3/1994, en el Orpheum Theatre de Minneapolis | 4:32           | Aqualung |
| 4. | "Locomotive Breath"                                                                      | (Ian Anderson) | 28/3/1994, en el Orpheum Theatre de Minneapolis | 5:45           | Aqualung |
| 5. | "Cross-eyed Mary"                                                                        | (Ian Anderson) | 28/3/1994, en el Orpheum Theatre de Minneapolis | 2:06           | Aqualung |
| 6. | "Dharma for One"                                                                         | (Ian Anderson) | 28/3/1994, en el Orpheum Theatre de Minneapolis | 4:55           | This Was |
| 7. | "Danube Waltz" (música orquestal pregrabada)                                             | (Ian Anderson) | 28/3/1994, en el Orpheum Theatre de Minneapolis | 0:32           | |